# Гуртовая, Наталья Антоновна
Наталья Антоновна Гуртовая (1909 год — 20 апреля 1973 года, село Новый Донбасс, Добропольский район, Донецкая область) — колхозница, звеньевая молочного совхоза «Новый Донбасс» Министерства совхозов СССР, Добропольский район Сталинской области, Украинская ССР. Герой Социалистического Труда (1949).

## Биография
Родилась в 1909 году в Сибири. В 1940 году вместе с мужем, 14-летним сыном Иваном и двухлетней дочкой переехала в село Новый Донбасс Добропольского района Сталинской области. До начала Великой Отечественной войны работала звеньевой в молочном колхозе «Новый Донбасс».
В 1948 году вместе со своим звеном собрала высокий урожай пшеницы, за что была удостоена в 1949 году звания Героя Социалистического Труда. Работала в колхозе до выхода на пенсию.
Скончалась 20 апреля 1973 года в селе Новый Донбасс.

## Награды
- Герой Социалистического Труда — указом Президиума Верховного Совета от 14 мая 1949 года
- Орден Ленина